# 鈴木一元
鈴木一元（すずき かずもと、1944年1月1日 - ）は日本の大蔵官僚。血液型はA型。

## 来歴
愛知県東加茂郡出身（父母も愛知県）。愛知県立明和高等学校、東京大学法学部卒業。1967年4月 大蔵省入省（大臣官房文書課）。1971年4月 経済企画庁調整局貿易為替課専門調査員。1972年7月 山梨税務署長。日本輸出入銀行人事部、証券局検査課長、理財局国有財産第一課長などを経て、1990年6月 名古屋税関長。1991年6月 財政金融研究所次長。1993年6月 欧州復興開発銀行代表理事。1996年8月 国際観光振興会理事。1998年9月 東海総合研究所常任顧問。

## 略歴
- 1967年4月：大蔵省入省（大臣官房文書課）。
- 1971年4月：経済企画庁調整局貿易為替課専門調査員。
- 1972年7月：山梨税務署長。
- 1973年7月：国税庁調査査察部調査課長補佐。
- 1974年6月：国税庁長官官房付（ハーバード・ロー・スクール留学）[3]。
- 1975年7月：国際金融局総務課長補佐（企画調整・渉外）[4]。
- 1976年7月：日本輸出入銀行総務部海外調査役。
- 1977年2月：日本輸出入銀行営業第四部資源開発第三課調査役。
- 1978年7月：理財局地方資金課長補佐。
- 1980年7月：国際金融局投資第一課長補佐。
- 1982年5月：外務省経済協力開発機構日本政府代表部一等書記官。
- 1984年1月：外務省経済協力開発機構日本政府代表部参事官。
- 1985年6月：日本輸出入銀行人事部。
- 1987年7月：証券局検査課長。
- 1989年6月：理財局国有財産第一課長。
- 1990年6月：名古屋税関長。
- 1991年6月：財政金融研究所次長。
- 1993年6月：欧州復興開発銀行代表理事。